# Institut für vergleichende Irrelevanz

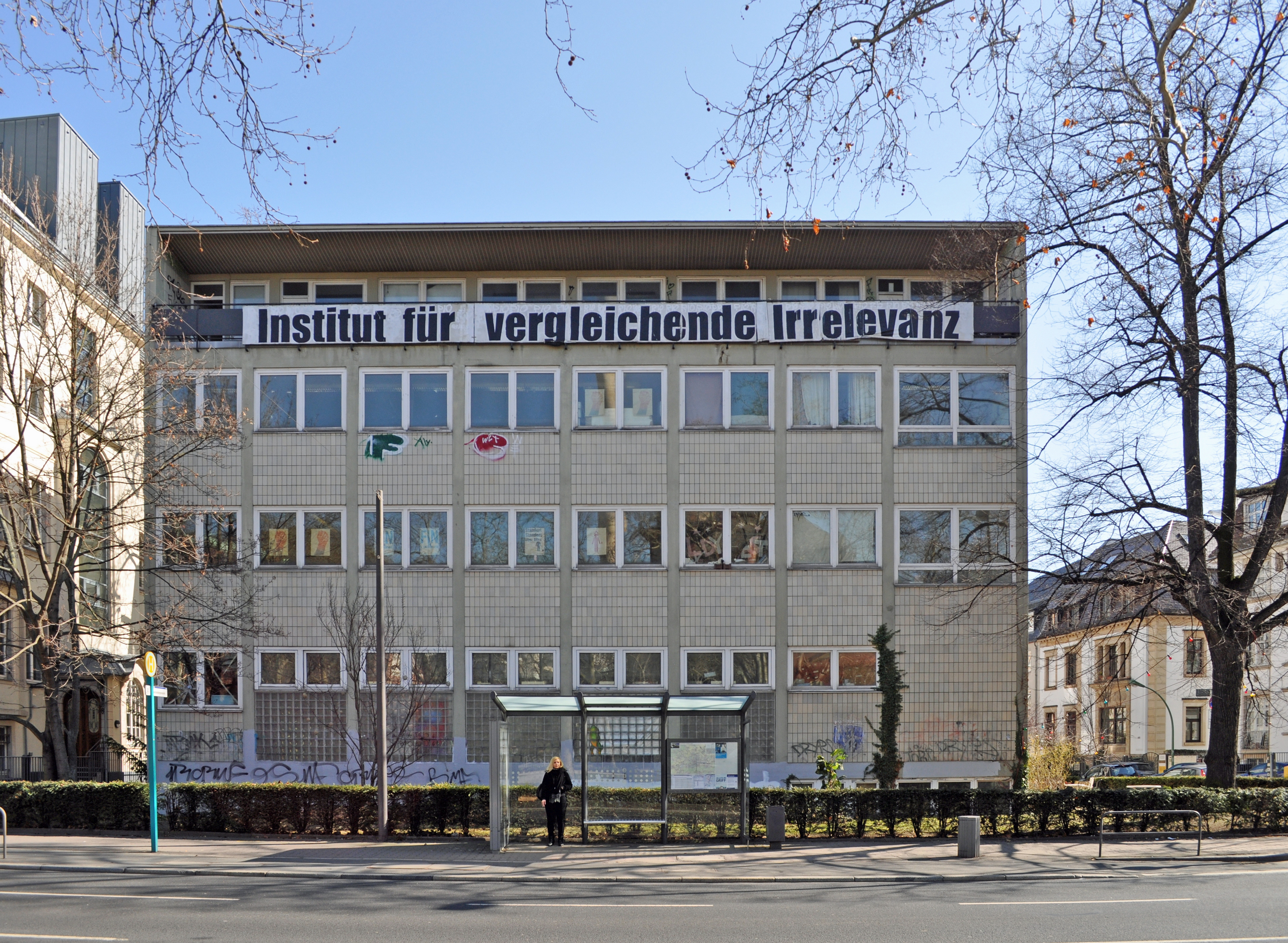
Außenansicht des Institutsgebäudes, Februar 2012

Das Institut für vergleichende Irrelevanz (kurz: IvI oder IVI, auch ivi) war ein Autonomes Zentrum in Frankfurt am Main mit überregionaler Bedeutung für die linke und linksradikale Szene. Es wurde ab Dezember 2003 in einem von Studenten besetzten, zuvor leerstehenden Gebäude des „Englischen Seminars und Amerika-Instituts“ (Ferdinand Kramer, 1953–54) der Johann Wolfgang Goethe-Universität Frankfurt am Main betrieben und stand unter dem Motto „Theorie, Praxis, Party“. Die Besetzung wurde von der Universitätsleitung langjährig toleriert, aber nach dem Verkauf des Gebäudes an die Franconofurt AG am 22. April 2013 durch eine polizeiliche Räumung beendet.

## Lage und Umgebung
Das Institut für vergleichende Irrelevanz befand sich im Kettenhofweg 130 und lag direkt an der Senckenberganlage, somit in unmittelbarer Nähe des Senckenbergmuseums und des Instituts für Sozialforschung. Somit war es zwischen dem Campus Bockenheim der Goethe-Universität und dem Stadtteil Westend gelegen.

## Geschichte

### Studentenproteste und Gründung
Im Zuge des Studentenstreiks 1997 gründete sich die so genannte „AG Französische Verhältnisse“. Studierende aus dem Umfeld dieser Gruppe thematisierten im  Wintersemester 2001/2002 die aus ihrer Sicht unhaltbaren Studienbedingungen an der Frankfurter Universität. Aus ihren Aktivitäten ergab sich im Januar 2002 eine temporäre Besetzung eines Universitätsgebäudes. In diesem Zusammenhang wurde das Institut für vergleichende Irrelevanz gegründet. Diese erste Besetzung fand in einem Gebäude in der Georg-Voigt-Straße 4 statt. Am 21. Januar 2002 wurde das IvI feierlich eröffnet.
Nach der einwöchigen Institutsbesetzung folgte ein wiederum nur temporäres Sommercamp im Juni 2002 auf dem so genannten IG-Farben-Campus der Universität Frankfurt. Nach Beendigung dieses Zeltcamps blieb das IvI mehrere Monate ohne festen Ort.

### Besetzung des Gebäudes am Kettenhofweg
Im Zuge des Unistreiks 2003 wurde im Anschluss an eine Vollversammlung der Studierenden der Universität Frankfurt am 3. Dezember 2003 das ehemalige, damals leerstehende Gebäude des Instituts für England- und Amerikastudien im Kettenhofweg 130 besetzt. Weil der Frankfurter Sender Radio X hierüber nicht berichtete,  besetzte eine Gruppe von Studierenden den Sender für einen kurzen Zeitraum, um gegen „dieses als Entsolidarisierung empfundene Verhalten“ zu protestieren.
Das Gebäude war 1953 im Rahmen der Neustrukturierung und Erweiterung des Campus Bockenheim der Goethe-Universität erbaut worden. Wie auch andere Bauten der Universität war es vom Architekten Ferdinand Kramer entworfen und unter seiner Leitung als Baudirektor der Universität errichtet worden. Es wurde 1954 vom Land Hessen als vorbildliches Gebäude ausgezeichnet und steht heute als Kulturdenkmal aufgrund des Hessischen Denkmalschutzgesetzes unter Denkmalschutz. Das Gebäude befindet sich am westlichen Ende des Kettenhofwegs. 2001 wurde es von der Universität im Zuge ihres Umzugs auf den neu geschaffenen Campus Westend geräumt.

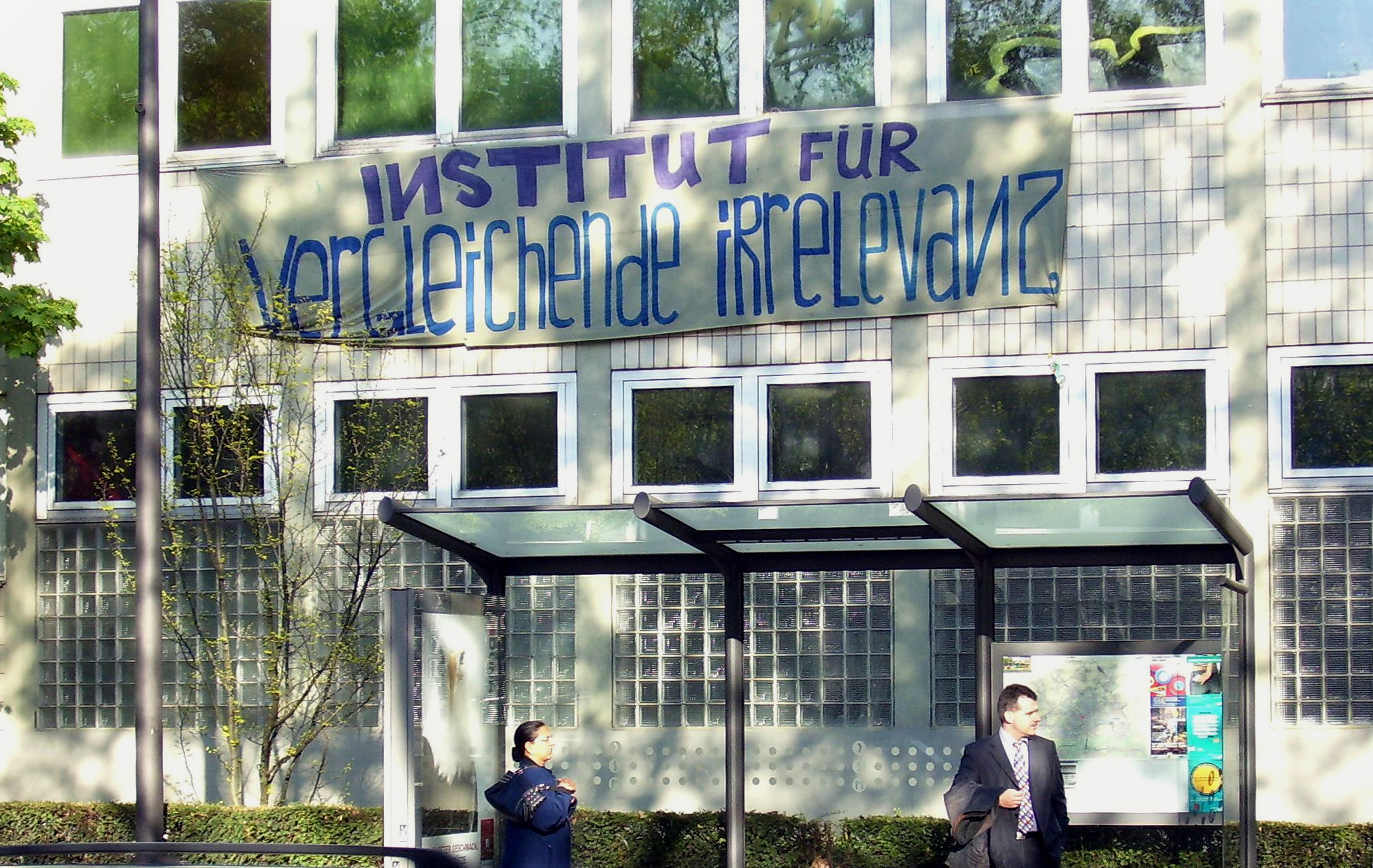
Außenansicht des Institutsgebäudes, April 2007

Nachdem das Institut (laut Lesart der Besetzer) „in einvernehmlicher Absprache“ mit dem damaligen Kanzler der Universität, Wolfgang Busch für die nächsten beiden Jahre in dem Gebäude bleiben konnte, wurde es im September 2005 von der Universität in der Frankfurter Rundschau zum Verkauf angeboten.
Im März 2006 wurde dem IvI von der Universität zugesichert, die Räume bis zum Vorlesungsende des Sommersemesters 2006 nutzen zu können; für die Zeit nach Verkauf des Gebäudes wollte die Universität keine alternative Räumlichkeit zur Verfügung stellen, Das IvI erklärte sich im Gegenzug bereit, das Gebäude nach einer angemessenen Vorlaufzeit zu räumen. Die Nutzung des Gebäudes durch die Besetzer wurde von der Universität noch mehrere Jahre geduldet, bevor ein Käufer gefunden werden konnte.

### Verkauf des Gebäudes
Im Jahr 2009 versuchte die Liegenschaftsverwaltung erneut, das Gebäude zu verkaufen. Auch dieser Versuch blieb allerdings aufgrund des bestehenden Denkmalschutzes zunächst erfolglos. Im Februar 2012 gab die Universität bekannt, dass man einen Käufer gefunden habe. Mit dem Verkaufserlös solle eine Finanzierungslücke von etwa einer Million Euro geschlossen werden, die zur Errichtung des neuen Seminargebäudes auf dem Campus Westend benötigt werde. Universitätspräsident Werner Müller-Esterl erklärte am 22. Februar 2012, man sei auch nicht gehalten gewesen, vor dem Verkauf das Gespräch mit den Hausbesetzern zu suchen, die das Gebäude in nicht rechtmäßiger Weise nutzten. Sie würden im Nachhinein über die Veränderungen durch die Universität informiert.
Der Allgemeine Studierendenausschuss der Goethe-Universität kritisierte das Verhalten des Rektorats in einer Pressemitteilung als „Skandal“ und forderte dazu auf, den Fortbestand des Instituts sicherzustellen. Die Universität habe weder den Käufer noch den Kaufpreis mitgeteilt. Der AStA forderte ausdrücklich, es müsse weiterhin einen Ort geben, an dem Frankfurter Studierende in der Tradition der Kritischen Theorie selbstbestimmt wissenschaftlich arbeiten könnten.
Am 5. März 2012 wurde in der Frankfurter Allgemeinen Zeitung der Käufer des Gebäudes bekanntgegeben; es war die Franconofurt AG, ein Immobilienunternehmen aus Frankfurt.
Ende Mai 2012 verschafften sich Mitarbeiter von Franconofurt Zugang zu ihrem Gebäude, um die Strom- und Wasserzufuhr zu unterbrechen. Sie filmten einige der Bewohner und bauten die Haustür aus. Die Besetzer lehnten es ab, das Gebäude zu räumen. Sie wurden von 2200 Personen unterstützt, die eine dementsprechende Petition unterzeichnet haben. Auch etwa 100 Wissenschaftler und Künstler unterstützen sie dabei, darunter Axel Honneth und  Micha Brumlik.

### Räumung
Am 18. Juni 2012 gab die Franconofurt AG gegenüber hr-info bekannt, sie habe Räumungsklage erhoben, und ihr sei an einer möglichst zügigen Räumung gelegen. In der Frankfurter Stadtverordnetenversammlung wurden die Besetzer von der Piratenpartei und von der SPD unterstützt. Die CDU zeigte Verständnis für die rechtlichen Schritte des neuen Gebäudeeigentümers.
Die Räumungsklage des neuen Eigentümers wurde gegen die GbR Institut für vergleichende Irrelevanz eingereicht. Weil sich das IvI nicht als Rechtsperson verstand, war niemand davon während des Prozesses anwesend, und am 15. Februar 2013 wurde mit einem Versäumnisurteil ein Räumungstitel erwirkt. Nach Erlass des Versäumnisurteils beantragte der Politikwissenschaftler Joachim Hirsch beim Landgericht, als Streithelfer der beklagten GbR beitreten zu dürfen. Bis über diesen Antrag entschieden war, konnte das Versäumnisurteil nicht rechtskräftig werden. Am 19. April 2013 wurde der Antrag abgewiesen und die Räumung am 22. April 2013 vollstreckt. Im Gefolge der Räumung kam es in Frankfurt zu Demonstrationen und Ausschreitungen, bei denen Universitätsgebäude beschädigt wurden und ein Sachschaden von über 100.000 € entstand.

## Veranstaltungen

### Vorträge
Im Institut für vergleichende Irrelevanz fanden regelmäßig Vorträge, Seminare und Workshops zu verschiedenen Themenschwerpunkten statt. Als internationale Referenten hielten unter anderem Jack Halberstam, David Harvey, John Holloway, Peter Marcuse und Paolo Virno dort Vorträge. Auch bekannte Deutsche waren unter den Vortragenden, so z. B.:

Bini Adamczak,
Peter Bierl,
Karl Bruckmaier,
Micha Brumlik,
Martin Büsser,
Alex Demirović,
Thomas Frickel,
Joachim Hirsch,
Andrej Holm,
Rahel Jaeggi,
Daniel Kulla,
Roswitha Scholz,
Volkmar Sigusch,
Gerhard Stapelfeldt und
Klaus Walter.

### Konzerte
Fester Bestandteil des kulturellen Programms des IvI waren Konzertveranstaltungen von Solokünstlern und Bands. Dabei wurde vor allem unkommerziellen Acts die Möglichkeit geboten, ihre Werke vor einem großen Publikum zu präsentieren. Vor allem Elektropunk-Bands, etwa aus dem Umfeld des Labels Audiolith wie Egotronic, Frittenbude oder Plemo, traten häufig im IvI auf.
Unter anderem traten folgende Künstler im IvI auf:
Adolar,
Bondage Fairies,
Busdriver,
Istari Lasterfahrer,
Mikrokosmos23,
Schlagzeiln, 
Sookee und
Ted Gaier.
Aufgrund von Streitigkeiten mit ihrem Vermieter konnten die Hazelwood-Studios ihr jährliches Festival Hazelwoodstock im Januar 2012 nicht in ihren eigentlichen Räumlichkeiten veranstalten. Als Ausweichort wurde neben dem studentischen „Café KoZ“ auf dem Uni-Campus Bockenheim auch das IvI genutzt.

### Kongresse und „Gegen-Uni“
Fester Bestandteil des Jahresprogramms war die zweimal jährlich stattfindende so genannte „Gegen-Uni“, die sich mit Themen wie Feminismus, Naturalisierung, Sexualität und Kulturtheorien beschäftigte. Ziel dieser meist ein- bis zweiwöchigen Veranstaltungen war es, dem Anspruch des Instituts, kritische Wissenschaft, die innerhalb des akademischen Betriebs zunehmend verdrängt werde, weiter zu betreiben. Gemäß dem Motto „Kritisches Denken braucht Zeit und Raum“ finden selbstorganisierte Lesekreise, Vorträge und Seminare statt.
Des Weiteren fanden im IvI Veranstaltungen und Kongresse von selbstorganisierten Studierendengruppen oder politischen Basisinitiativen statt, so etwa im Jahr 2010 der Herbstkongress des Bundesarbeitskreis kritischer Juragruppen, im Jahr 2011 das Medinetz-Bundestreffen und im Juni 2012 die Tagung „Kunst – Erkenntnis – Problem“.